# Мелёхин, Иван Александрович
Иван Александрович Мелёхин (29 августа 1919 года, с. Пичугино, Челябинская губерния — 22 августа 1971 года, с. Пичугино, Челябинская область) — автоматчик; командир стрелкового отделения 1054-го стрелкового полка 301-й стрелковой Сталинской ордена Суворова 2-й степени дивизии 9-го Краснознамённого стрелкового корпуса, сержант.

## Биография
Родился 29 августа 1919 года в селе Пичугино ныне Уйского района Челябинской области в крестьянской семье. Окончил 4 класса. Работал в колхозе бригадиром животноводческой бригады.
В сентябре 1939 года был призван в Красную Армию. Службу проходил на Дальнем Востоке. На фронте в Великую Отечественную войну с июня 1941 года. Воевал на Северо-Кавказском, 4-м и 1-м Украинских и 1-м Белорусском фронтах. Член ВКП(б) с 1943 года.
Автоматчик 1052-го стрелкового полка сержант И. Мелёхин 26 февраля 1944 северо-западнее села Золотая Балка Николаевской области Украины с другими бойцами внезапно атаковал позицию неприятеля, сбил с нёе противников, уничтожил до отделения солдат противника и нескольких захватил в плен.
Приказом по 301-й стрелковой дивизии от 5 марта 1944 года за мужество и отвагу проявленные в боях награждён орденом Славы 3-й степени.
Командир стрелкового отделения 1052-го стрелкового полка сержант И. Мелёхин 3 февраля 1945 года у польского населённого пункта Ортвич при отражении контратаки противника уничтожил с подчиненными тринадцать вражеских солдат.
Приказом по 5-й ударной армии от 5 марта 1945 года за мужество и отвагу проявленные в боях награждён орденом Славы 2-й степени.
В уличных боях в столице Германии Берлине 24 апреля — 2 мая 1945 года командир стрелкового отделения 1052-го стрелкового полка из личного оружия истребил восемь противников, включая четырёх фаустников, обеспечив тем самым продвижение стрелкового подразделения.
Указом Президиума Верховного Совета СССР от 15 мая 1946 года за образцовое выполнение заданий командования в боях с немецко-вражескими захватчиками сержант Мелёхин Иван Александрович награждён орденом Славы 1-й степени, став полным кавалером ордена Славы.
В 1946 году демобилизован в звании старшины. Вернулся в родное село и работал животноводом в совхозе.
Скончался 22 августа 1971 года.
Награждён орденами Славы 1-й, 2-й, 3-й степени, медалями.
В селе Пичугино установлен бюст героя, на доме, где он жил, — мемориальная доска.